# Gillet Vertigo
La Gillet Vertigo est une voiture du constructeur automobile belge Gillet.

## La voiture de série
Dessinée par Patrick Bataille, le style de la voiture se veut non conventionnel et intemporel. Le premier prototype Gillet Vertigo date de 1991. À ce stade, le moteur prévu est un 4 cylindres en ligne turbocompressé d’origine Ford Cosworth. Celui-ci est présenté en janvier 1992, lors du 70e salon de l’automobile de Bruxelles.
Deux ans s’écoulent ensuite pour permettre le développement du châssis monocoque entièrement en carbone, et la mise au point du véhicule de série afin d’être conforme aux normes en vigueur.
En décembre 1994, la Vertigo bat le record d’accélération pour une voiture de série en réalisant le 0 à 100 km/h en 3,266 secondes (record aujourd'hui dépassé).
Le moteur Ford Cosworth n’étant plus homologué à partir de 2000, et ce moteur n'étant plus produit, un autre moteur est choisi pour la Vertigo. Le choix se porte sur le V6 GTA d’Alfa Romeo, moteur qui a la réputation d’être le V6 le plus mélodieux et envoûtant du marché.
En 1995, la Vertigo s’exporte en se présentant au salon de Detroit.
Restylée en 2002, et portant alors la dénomination "Vertigo Streiff" en hommage à l'importateur français (ex-pilote de formule 1 – tétraplégique à la suite d'un accident de course), elle reçoit le nouveau bloc GTA de chez Alfa. Sa cylindrée est alors portée à 3,2 litres et la puissance à 250 ch.
Lors de l'édition 2007 des 24 heures de Spa, une nouvelle version de la Vertigo est dévoilée. Tony Gillet veut alors retourner aux sources car il estime que sa voiture s'est « embourgeoisée »[réf. nécessaire]. La nouvelle version de route est dévoilée au salon de Bruxelles 2008. Elle voit son V6, toujours de chez Alfa, réalésé pour atteindre 3,8 litres de cylindrée, ce qui fait grimper la puissance à 350 chevaux pour un poids revu à la baisse, soit 700 kg.
À noter que chaque client a le droit de se faire mouler un siège baquet pour plus d'ergonomie.
Une nouvelle version de la supercar Vertigo est sortie en fin mars 2011 : la Vertigo.5 Spirit. Cette version a été présentée au salon Top Marques de Monaco en avril 2011. Pour cette version, elle abandonne le moteur GTA d'Alfa au profit d'un V8 atmosphérique de 4,2 litres de cylindrée de chez Maserati qui délivrera 420 chevaux.

## La voiture en compétition
En 1996 la première Vertigo de compétition est vendue à une équipe française (V de V Racing Team). Ensuite, depuis 1998, une équipe belge a participé au Belcar avec une Vertigo : MRS Team Leuven (Johan Van Vaerenbergh). En 2001 une équipe « usine » est créée, la « Belgian Racing Team », avec une participation au Belcar. Elle effectue sa première course en championnat du monde FIA GT en octobre 2004 à Bahreïn.
Le grand principe de cette équipe était de rester 100 % belge, c'est-à-dire « voiture belge avec pilotes belges » (Bas Leinders est flamand et Renaud Kuppens est wallon). Aussi, l'équipe a donné régulièrement leur chance à de jeunes pilotes comme d’Ambrosio en 2004 et Sara Bovy en 2007 aux 24H de Spa.
La Vertigo a été championne du monde FIA GT en G2 en 2006, 2007 et 2008 (dernière année de course FIA pour l'équipe).